# Jan Louwers Stadion
Jan Louwers Stadion – wielofunkcyjny stadion w mieście Eindhoven, w Holandii. Najczęściej używany jest jako stadion piłkarski, a swoje mecze rozgrywa na nim drużyna FC Eindhoven. Obiekt otwarty w 1934 roku może pomieścić 4600 widzów.